# (You Drive Me) Crazy
„(You Drive Me) Crazy” este un cântec înregistrat de către interpreta americană Britney Spears pentru albumul ei de debut, ...Baby One More Time (1999). Versiunea originală a fost compusă și produsă de Max Martin, Per Magnusson și David Kreuger, Jörgen Elofsson contribuind în calitate de textier suplimentar. Versiunea remix a piesei a fost produsă de Martin și Rami Yacoub, și lansată la 18 iulie 1999 drept cel de-al treilea disc single extras de pe album, sub egida casei de discuri Jive Records. „(You Drive Me) Crazy” este inclus pe coloana sonoră a comediei romantice Mă scoți din minți! (1999). Din punct de vedere muzical, cântecul a fost încadrat în genurile dance-pop și teen pop. Melodia a primit recenzii pozitive din partea criticilor de specialitate, aceștia lăudând compoziția simplă și observând similarități cu discul single de debut a lui Spears, „...Baby One More Time”.
„(You Drive Me) Crazy” a obținut succes comercial în întreaga lume, devenind un șlagăr de top zece în șaptesprezece țări. În Regatul Unit, cântecul a devenit cel de-al treilea single consecutiv al lui Spears ce reușește să ajungă în top cinci, în timp ce în Statele Unite, piesa a ocupat locul 10 în clasamentul Billboard Hot 100. În mod concomitent, melodia a ocupat prima poziție a ierarhiilor din Belgia (regiunea Valonia) și Islanda. Videoclipul muzical pentru cântec a fost regizat de Nigel Dick și o prezintă pe solistă în rolul unei chelnerițe într-un club de dans, executând o coregrafie complexă. Videoclipul a avut premiera în timpul emisiunii Making the Video difuzate pe canalul MTV, și include apariții scurte ale actorilor Melissa Joan Hart și Adrian Grenier. Pentru a-și promova cântecul, Spears a interpretat „(You Drive Me) Crazy” la edițiile din 1999 a premiilor MTV Europe Music Awards și Billboard Music Awards. Single-ul a fost inclus în lista pieselor pentru cinci turnee ale artistei.

## Informații generale
Înainte de a începe să-și înregistreze albumul de debut, Spears și-a dorit ca materialul să fie inspirat de „muzica lui Sheryl Crow, dar mai tânără [și] mult mai adult contemporary”. Totuși, solista a fost de acord cu producătorii aleși de casa de discuri, care aveau obiectivul ca piesele să se adreseze în principal publicului adolescent. Spears a înregistrat jumătate din piesele albumului în perioada martie-aprilie 1998 în cadrul Studiourilor Cherion din Stockholm, Suedia, avându-i ca producători pe Max Martin, Denniz Pop, Rami Yacoub și alții. „(You Drive Me) Crazy” a fost compus de Jörgen Elofsson, fiind asistat în producerea piesei de Martin, Per Magnusson și David Kreuger. Spears și-a înregistrat vocea în luna martie a anului 1998, la Studiourile Cherion din Stockholm, Suedia. Mixajul a fost realizat de către Martin la același studio. Esbjörn Öhrwall și Johan Carlberg au cântat la chitară, iar Thomas Lindberg a cântat la chitară bas. Kreuger s-a ocupat de aranjarea sintetizatoarelor, precum și de programare, iar partea de claviatură suplimentară a fost interpretată de Magnusson. Acompaniamentul vocal a fost asigurat de Jeanette Söderholm, Martin, Yacoub și grupul muzical THE FANCHOIR, format din Chatrin Nyström, Jeanette Stenhammar, Johanna Stenhammar, Charlotte Björkman și Therese Ancker. În mai 1999, Max Martin și Spears au mers la Studiourile Battery din New York City, New York, pentru a reînregistra vocea artistei din piesa „(You Drive Me) Crazy”, pentru o nouă versiune, intitulată „The Stop! Remix”, care urma să fie inclusă în coloana sonoră a filmului Mă scoți din minți! (1999). Piesa a fost lansată într-un pachet de remixuri drept cel de-al treilea disc single extras de pe albumul ...Baby One More Time la 23 august 1999.

## Structura muzicală și versurile
Din punct de vedere muzical, „(You Drive Me) Crazy” a fost încadrat în genurile muzicale pop și teen pop. Compoziția cântecului este realizată după o formulă simplă și include instrumente muzicale puternic sintetizate, precum o secvență repetitivă cu o talangă. Criticii au fost de părere că melodia are un sunet similar cu discul single de debut a lui Spears, „...Baby One More Time” (1998). Potrivit unei partituri muzicale publicate pe website-ul Musicnotes.com de Universal Music Publishing Group, „(You Drive Me) Crazy” este compus în tonalitatea Do minor și are un beat dance moderat spre lent, cu un tempo de 101 bătăi pe minut. În comparație cu single-ul anterior, „Sometimes”, criticii au observat faptul că vocea lui Spears din acest cântec este prelucrată în mare măsură. Gama vocală a artistei se întinde pe mai mult decât o singură octavă, de la nota joasă Sol3 la nota înaltă Re♭5. Melodia urmărește în principal o progresie de acorduri de Do minor–La♭–Sol (VI-IV-III), cu câteva abateri.

## Recepția criticilor
Piesa a primit, în general, recenzii pozitive din partea criticilor de specialitate. Kyle Anderson de la canalul MTV a opinat că „(You Drive Me) Crazy” este „un imn care sună similar [celui din «...Baby One More Time»], însă de această dată, cu o chitară rock în centrul atenției (există chiar și un solo). Este [un cântec] îndeajuns de atrăgător”. Spence D. de la website-ul IGN a considerat că single-ul este „o piesă pop strălucitoare, matură și [compusă de Max] Martin”, în timp ce Caryn Ganz de la revista Rolling Stone l-a numit „un viitor hit” de pe albumul ...Baby One More Time, alături de melodiile „From the Bottom of My Broken Heart” și „Sometimes”. Criticul muzical Walt Mueller a fost de părere că vocea lui Spears este asemănătoare cu cea a lui Janet Jackson, iar Christy Lemire de la agenția Associated Press a observat că „(You Drive Me) Crazy” și „Stronger” sunt două cântece „nefinalizate, dar foarte bune” care ar fi putut „fi cu ușurință melodiile tematice pentru o continuare a filmului «Karate Kid»”. Evan Sawdey de la revista PopMatters l-a numit „o piesă caraghioasă și nechibzuită”, în timp ce Stephen Thomas Erlewine de la website-ul Allmusic l-a descris drept „un șlagăr dance-pop superficial”. Într-o listă compilată de Sara Anderson de la postul AOL Radio, „(You Drive Me) Crazy” a ocupat locul nouă în topul celor mai bune cântece ale lui Spears. La ediția din 2001 a premiilor BMI Pop Awards, melodia a fost laureată cu premiul „Most Performed BMI Song”.

## Performanța în clasamentele muzicale

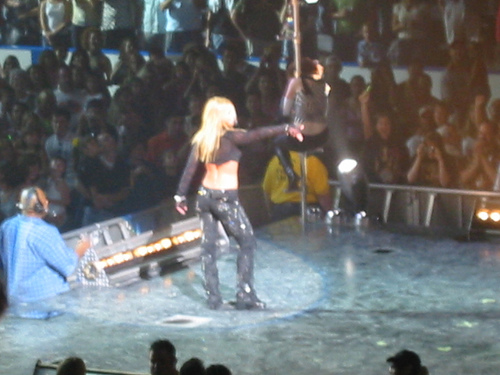
Spears interpretând „(You Drive Me) Crazy” într-un concert din cadrul turneului Dream Within a Dream, în anul 2001.

În urma lansării sale, „(You Drive Me) Crazy” a obținut succes comercial. Piesa a ocupat locul doi în clasamentul European Hot 100 Singles, nereușind să depășească single-ul „If I Could Turn Back the Hands of Time” lansat de R. Kelly. În Regatul Unit, a devenit cel de-al treilea disc single consecutiv a lui Spears ce reușește să se claseze în top cinci. Piesa a debutat pe poziția sa maximă, locul cinci, la 2 octombrie 1999, rămânând în clasament timp de 11 săptămâni. Ulterior, cântecul a fost premiat cu discul de argint de către British Phonographic Industry (BPI) pentru depășirea pragului de 200.000 de unități vândute. Potrivit datelor furnizate de Official Charts Company, „(You Drive Me) Crazy” este al șaptelea cel mai bine vândut disc single a lui Spears, înregistrând vânzări de peste 275.000 de exemplare fizice în regiunea respectivă. Single-ul a ajuns pe locurile doi și patru în Franța și, respectiv, Germania, primind câte un disc de aur în ambele țări pentru vânzarea a peste 200.000 de unități. Cântecul a ocupat prima poziție a ierarhiei din Belgia (regiunea Valonia) și a fost al 17-lea cel mai bine vândut single al anului 1999. „(You Drive Me) Crazy” a obținut poziții de top cinci în clasamentele din Belgia (regiunea Flandra), Elveția, Finlanda, Irlanda, Norvegia, Olanda și Suedia, devenind, de asemenea, un șlagăr de top 10 în Danemarca și Italia. În România, piesa a ocupat locul 51 în clasamentul celor mai difuzate cântece la posturile de radio din anul 1999, realizat de Romanian Top 100. În anul 2012, melodia a reușit să ajungă pe locul 65 în topul din Cehia datorită numărului ridicat de difuzări radio.
În Statele Unite, „(You Drive Me) Crazy” s-a clasat pe locul 10 în ierarhia Billboard Hot 100 la 13 noiembrie 1999, devenind cel de-al doilea single a lui Spears ce ajunge în top 10. În aceeași săptămână, single-ul a ocupat locul patru în topul Pop Songs. În Canada, piesa a ocupat locul trei în clasamentul compilat de revista RPM. Cu toate acestea, melodia a ocupat locul 13 în topul Canadian Hot 100 compilat de Nielsen SoundScan. Compania menționată anterior a dezvăluit că „(You Drive Me) Crazy” a fost al 44-lea cel mai bine vândut disc single al anului 1999 în regiunea respectivă. În Noua Zeelandă, cântecul a ajuns pe locul cinci, însă nu a reușit să obțină o poziție de top 10 în Australia, ocupând locul 12 la data de 12 noiembrie 1999. În ciuda acestui fapt, melodia a fost premiată cu discul de platină de către Australian Recording Industry Association (ARIA) și a fost unul dintre cele mai bine vândute single-uri din anul 2000. „(You Drive Me) Crazy” a avut un succes slab în Japonia, poziționându-se pe locul 80. În ciuda performanței scăzute, este al 12-lea cel mai bine vândut CD single lansat de Spears în această regiune.

## Videoclipul muzical
| Imagine indisponibilă |  | Imagine indisponibilă |
| Actorii americani Melissa Joan Hart (stânga) și Adrian Grenier (dreapta) fac apariții scurte în videoclipul cântecului „(You Drive Me) Crazy”. |  |                       |

Videoclipul muzical pentru versiunea „The Stop! Remix” a fost regizat de Nigel Dick și filmat în zilele de 14 și 15 iunie 1999, la AES Power Station din Redondo Beach, California. Spears a conceptualizat scenariul videoclipului, explicând în timpul unui interviu acordat pentru MTV în anul 1999: „ar fi grozav să ne aflăm într-un club, și să fim niște chelnerițe prostuțe, iar mai apoi dintr-o dată să începem să dansăm”. La acea vreme, Spears își dorea ca videoclipul să o ducă „la un alt nivel”. Pentru a promova filmul Mă scoți din minți!, actorii Adrian Grenier și Melissa Joan Hart au fost invitați să facă apariții scurte în videoclip, de vreme ce piesa urma să fie inclusă pe coloana sonoră. Cu toate acestea, Grenier nu și-a dorit inițial să participe, Dick explicând situația: „Mi s-a cerut să-l sun și să mă asigur că va apărea în clip. I-am spus «Știi Adrian, cred că ar fi o decizie foarte bună pentru cariera ta, iar Britney este o fată superbă și e distractiv să lucrezi cu ea». În cele din urmă, s-a răzgândit”. Regizorul s-a declarat impresionat de activitatea profesională a solistei, dezvăluind că „a sosit pe platourile de filmare cu repetițiile făcute în avans”. Videoclipul a avut premiera la 18 iulie 1999, în cadrul emisiunii Making the Video difuzate de MTV.
Clipul începe cu o scenă în care Spears joacă rolul unei chelnerițe într-un club de dans. Solista merge ulterior alături de celelalte chelnerițe în vestiar pentru a-și termina machiajul și schimba costumele. Artista poartă de această dată un costum verde și strălucitor, și merge prin coridor alături de prieteni către ringul de dans. Aici, Spears interpretează o coregrafie sofisticată ce include o secvență de dans cu un scaun, o referință către videoclipul piesei „Miss You Much” lansată de Janet Jackson. Alte cadre o prezintă pe artistă stând în fața unui semn portocaliu și strălucitor cu cuvântul „CRAZY”. La 24 august 2009, videoclip a debutat pe locul patru în clasamentul realizat de emisiunea Total Request Live. Este cel mai longeviv clip lansat de o artistă la emisiunea TRL, acumulând un total de 73 de zile de prezență în top 10. „(You Drive Me) Crazy” a primit o nominalizare la categoria „Cel mai bun videoclip dance” la ediția din 2000 a galei de premii MTV Video Music Awards, însă a pierdut în fața lui Jennifer Lopez cu videoclipul „Waiting for Tonight”. O versiune cu un montaj diferit este regăsită pe DVD-ul primei compilații a lui Spears, Greatest Hits: My Prerogative (2004). Potrivit lui Jennifer Vineyard de la MTV, „versiunea audio alternativă oferă senzația că Spears cântă melodia în cor, beat-ul fiind în sincron, însă una dintre secvențe vocale fiind puțin înaintea celeilalte”.

## Interpretări live și versiuni cover

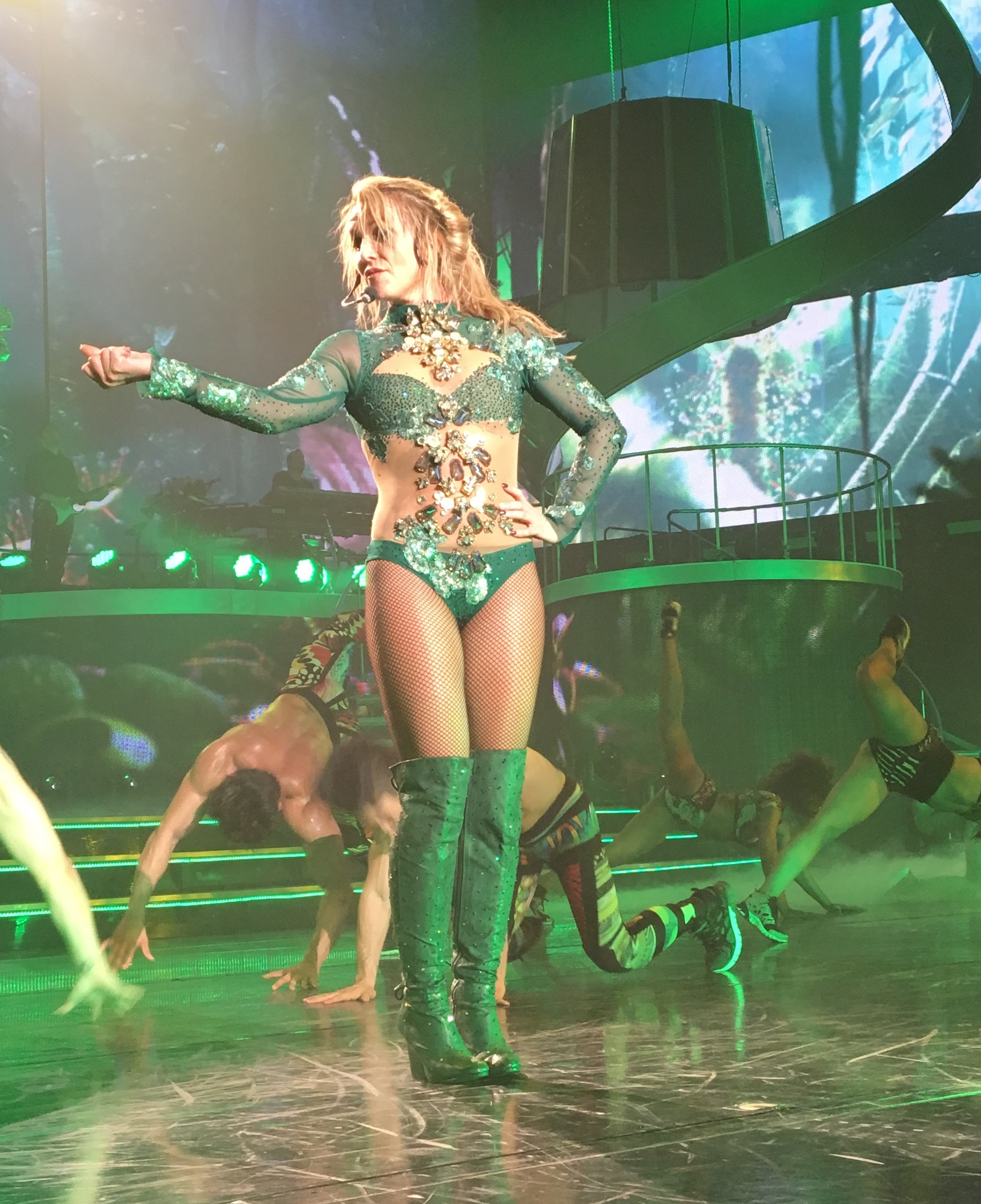
Spears interpretând piesa „(You Drive Me) Crazy” în timpul spectacolului rezidențial din Las Vegas, Britney: Piece of Me, în luna februarie a anului 2016.

Britney Spears a cântat pentru prima oară melodia „(You Drive Me) Crazy” într-un concert din cadrul mini-turneului promoțional „The Hair Zone Mall Tour”, organizat în New York City, Statele Unite, la 1 iulie 1998. Campania de promovare a lansării single a inclus interpretări ale piesei la edițiile din 1999 a premiilor MTV Europe Music Awards și Billboard Music Awards. Cântecul a fost inclus în lista melodiilor pentru cinci turnee ale solistei, primul fiind ...Baby One More Time Tour (1999). Spectacolul a început cu o secvență de dans printre efecte de fum, realizată de dansatorii. Artista a apărut pe scări purtând o bustieră roz și o pereche de pantaloni albi cu petice roz pe genunchi. Ambele articole vestimentare au fost confecționate din vinilin. În cadrul concertelor din anul 2000, intitulate Crazy 2k Tour, Spears a schimbat secvența de început a spectacolului; concertul a început cu o scenetă în care dansatoarele au ieșit din dulapuri școlare și au rămas pe scenă până când clopoțelul a sunat. Toți au stat până când vocea unei profesoare a început să le rostească numele. După ce profesoara a strigat-o pe Spears, aceasta a ieșit din partea de sus a scărilor într-un nor de fum, purtând o bluză scurtă și pantaloni strâmți albi, și interpretând o secvență de dans peste o versiune mixată a piesei „...Baby One More Time”. Ulterior, cântăreața intră într-unul dintre dulapuri și iese din altul, amplasat pe partea opusă a scenei, pentru a cânta „(You Drive Me) Crazy”. Interpretarea conține o secvență de dans cu scaun ce face referire la videoclipul „Miss You Much” a lui Janet Jackson. Spectacolul s-a încheiat cu artista spunând „Is that the end?” (ro.: „Ăsta-i sfârșitul?”), frază rostită de Jackson la finalul clipului „Miss You Much”. Single-ul a fost interpretat într-o versiune dance în turneul Oops!... I Did It Again (2000), în timp ce pentru turneul Dream Within a Dream, spectacolul a inclus o secvență în care Spears este capturată de dansatorii ei. „(You Drive Me) Crazy” a fost, de asemenea, inclus în turneul The Onyx Hotel (2004), fiind utilizată o versiune remix ce include instrumente de percuție latină. Nouă ani mai târziu, melodia a fost interpretată pentru prima oară în cadrul spectacolului rezidențial Britney: Piece of Me, organizat în Las Vegas.
În anul 2003, cântărețul american Richard Cheese a inclus o versiune cover a piesei „(You Drive Me) Crazy” pe albumul său Tuxicity. Trupa americană Selena Gomez & the Scene au interpretat în turneul We Own the Night (2011) un potpuriu alcătuit din piesele lui Spears, în semn de omagiu pentru artistă. Aceștia au cântat „(You Drive Me) Crazy”, „...Baby One More Time”, „Oops!... I Did It Again”, „I'm a Slave 4 U”, „Toxic” și „Hold It Against Me” într-un mixaj similar cu cel creat de Chris Cox pentru albumul Greatest Hits: My Prerogative. În anul 2012, melodia a fost interpretată într-o versiune cover alături de single-ul „Crazy” (1994) al formației Aerosmith de către personajele Marley Rose și Jake Puckerman din serialul de televiziune Glee, pentru un episod intitulat „Britney 2.0”.

## Ordinea pieselor pe disc
| - CD single distribuit în Europa 1. „(You Drive Me) Crazy” [The Stop Remix!] — 3:16 2. „(You Drive Me) Crazy” [The Stop Remix!] {Instrumental} — 3:16 - CD maxi single distribuit în Australia Europa 1. „(You Drive Me) Crazy” [The Stop Remix!] — 3:16 2. „(You Drive Me) Crazy” [The Stop Remix!] {Instrumental} — 3:16 3. „I'll Never Stop Loving You” — 3:41 - CD maxi single distribuit în Japonia 1. „(You Drive Me) Crazy” [The Stop Remix!] — 3:20 2. „I'll Never Stop Loving You” — 3:44 3. „...Baby One More Time” (Davidson Ospina Chronicles Dub) — 6:34 4. „Sometimes” (Soul Solution Drum Dub) — 3:32 5. „(You Drive Me) Crazy” [The Stop Remix!] {Instrumental} — 3:19 6. „Sometimes” (Thunderpuss 2000 Mix) — 8:03 | - CD maxi single distribuit în Regatul Unit 1. „(You Drive Me) Crazy” [The Stop Remix!] — 3:16 2. „(You Drive Me) Crazy” [Spacedust Dark Dub] — 9:15 3. „(You Drive Me) Crazy” [Spacedust Club Mix] — 7:20 - Casetă audio 1. „(You Drive Me) Crazy” [The Stop Remix!] — 3:16 2. „I'll Never Stop Loving You” — 3:41 - Vinil 12" 1. „(You Drive Me) Crazy” [The Stop Remix] — 3:16 2. „(You Drive Me) Crazy” [Jazzy Jim's Hip-Hop Mix] — 3:40 3. „(You Drive Me) Crazy” [LP Version] — 3:17 4. „(You Drive Me) Crazy” [Pimp Juice's Souled Out 4 Tha Suits Vocal Mix] — 6:30 5. „(You Drive Me) Crazy” [Mike Ski Dub] — 6:31 |

## Acreditări și personal
Persoanele care au lucrat la acest cântec sunt preluate de pe broșura discului single „(You Drive Me) Crazy”.
Tehnic
- Înregistrat și mixat la Studiourile Cheiron din Stockholm, Suedia.
- Înregistrare suplimentară realizată la Studiourile Battery New York City, New York.

Personal
| - Britney Spears – voce principală - Jörgen Elofsson – textier - David Kreuger – producător, claviatură, programare - Per Magnusson – producător, claviatură - Jeanette Söderholm – acompaniament vocal - Esbjörn Öhrwall – chitară | - Johan Carlberg – chitară - Thomas Lindberg – chitară bas - Max Martin – mixaj, acompaniament vocal, producător - Rami Yacoub – acompaniament vocal - The Fanchoir – acompaniament vocal - Tom Coyne – masterizare audio |

## Prezența în clasamente
| Țară (clasament 1999–2000)                     | Poziție maximă | Referință |
| ---------------------------------------------- | -------------- | --------- |
| Australia (ARIA)                               | 12             | [ 25 ]    |
| Austria (Ö3 Austria Top 40)                    | 10             | [ 25 ]    |
| Belgia (Ultratop 50 Flandra)                   | 3              | [ 25 ]    |
| Belgia (Ultratop 50 Valonia)                   | 1              | [ 25 ]    |
| Brazilia (ABPD)                                | 37             | [ 54 ]    |
| Canada (Canadian Hot 100)                      | 13             | [ 30 ]    |
| Canada (RPM)                                   | 3              | [ 31 ]    |
| Canada (RPM Adult Contemporary)                | 20             | [ 55 ]    |
| Cehia (Rádio Top 100)                          | 65             | [ 29 ]    |
| Danemarca (Tracklisten)                        | 9              | [ 25 ]    |
| Elveția (Schweizer Hitparade)                  | 4              | [ 25 ]    |
| Europa (European Hot 100 Singles)              | 2              | [ 20 ]    |
| Finlanda (Suomen virallinen lista)             | 3              | [ 25 ]    |
| Franța (SNEP)                                  | 2              | [ 25 ]    |
| Germania (GfK Entertainment Charts)            | 4              | [ 25 ]    |
| Irlanda (IRMA)                                 | 6              | [ 56 ]    |
| Islanda (Íslenski Listinn Topp 40)             | 1              | [ 57 ]    |
| Italia (Hit Parade Italia)                     | 9              | [ 58 ]    |
| Japonia (Oricon)                               | 80             | [ 35 ]    |
| Japonia (Oricon International)                 | 1              | [ 35 ]    |
| Noua Zeelandă (Recorded Music NZ)              | 5              | [ 25 ]    |
| Norvegia (VG-lista)                            | 2              | [ 25 ]    |
| Olanda (Dutch Top 40)                          | 2              | [ 59 ]    |
| Olanda (Single Top 100)                        | 2              | [ 25 ]    |
| Regatul Unit (UK Singles Chart)                | 5              | [ 22 ]    |
| Regatul Unit (UK Indie Chart)                  | 2              | [ 60 ]    |
| Scoția (Official Charts Company)               | 6              | [ 61 ]    |
| Spania (PROMUSICAE)                            | 14             | [ 25 ]    |
| Suedia (Sverigetopplistan)                     | 2              | [ 25 ]    |
| Statele Unite ale Americii (Billboard Hot 100) | 10             | [ 62 ]    |
| Statele Unite ale Americii (Mainstream Top 40) | 4              | [ 63 ]    |

| Țară (clasament)                    | Poziția maximă | Referință |
| 1999                                | 1999           | 1999      |
| ----------------------------------- | -------------- | --------- |
| Belgia (Ultratop 50 Flandra)        | 27             | [ 64 ]    |
| Belgia (Ultratop 50 Valonia)        | 17             | [ 27 ]    |
| Canada (RPM)                        | 44             | [ 32 ]    |
| Franța (SNEP)                       | 46             | [ 65 ]    |
| Germania (GfK Entertainment Charts) | 43             | [ 66 ]    |
| Noua Zeelandă (Recorded Music NZ)   | 21             | [ 67 ]    |
| România (Romanian Top 100)          | 51             | [ 28 ]    |
| 2000                                |                |           |
| Australia (ARIA)                    | 41             | [ 34 ]    |
| Elveția (Schweizer Hitparade)       | 36             | [ 68 ]    |
| Franța (SNEP)                       | 63             | [ 69 ]    |
| Noua Zeelandă (Recorded Music NZ)   | 35             | [ 70 ]    |
| Suedia (Sverigetopplistan)          | 20             | [ 71 ]    |

## Vânzări și certificări
| \| Țara \| Vânzări/ puncte \| Certificare \| Referințe \| \| -------------------- \| --------------- \| ----------- \| --------- \| \| Australia (ARIA) \| +70.000 \| \| [33] \| \| Belgia (BEA) \| +50.000 \| \| [72] \| \| Franța (SNEP) \| +409.000 \| \| [73][74] \| \| Germania (BVMI) \| +250.000 \| \| [26] \| \| Noua Zeelandă (RMNZ) \| +5.000 \| \| [75] \| \| Regatul Unit (BPI) \| +286.000 \| \| [23][76] \| \| Suedia (GLF) \| +30.000 \| \| [77] \| | Note - reprezintă „disc de argint”; - reprezintă „disc de aur”; - reprezintă „disc de platină”. |             |               |
| Țara | Vânzări/ puncte                                                                                 | Certificare | Referințe     |
| Australia (ARIA) | +70.000                                                                                         |             | [ 33 ]        |
| Belgia (BEA) | +50.000                                                                                         |             | [ 72 ]        |
| Franța (SNEP) | +409.000                                                                                        |             | [ 73 ] [ 74 ] |
| Germania (BVMI) | +250.000                                                                                        |             | [ 26 ]        |
| Noua Zeelandă (RMNZ) | +5.000                                                                                          |             | [ 75 ]        |
| Regatul Unit (BPI) | +286.000                                                                                        |             | [ 23 ] [ 76 ] |
| Suedia (GLF) | +30.000                                                                                         |             | [ 77 ]        |

## Datele lansărilor
| Țară                       | Dată               | Format    | Casă de discuri |
| -------------------------- | ------------------ | --------- | --------------- |
| Elveția                    | 13 septembrie 1999 | CD single | BMG             |
| Germania                   | 13 septembrie 1999 | CD single | BMG             |
| Austria                    | 13 septembrie 1999 | CD single | BMG             |
| Statele Unite ale Americii | 28 septembrie 1999 | Vinil 12" | Jive            |
| Japonia                    | 29 septembrie 1999 | CD single | Sony            |
| Uniunea Europeană          | 18 iulie 1999      | CD single | Sony Music      |